# Uettingen
Uettingen (früher auch Üttingen) ist eine Gemeinde im unterfränkischen Landkreis Würzburg und ein Mitglied der Verwaltungsgemeinschaft Helmstadt. Außer dem Pfarrdorf Uettingen gibt es keine weiteren Gemeindeteile.

## Geographie
Uettingen liegt im Aalbachtal und befindet sich im Landkreis Würzburg an der Bundesstraße 8.

### Geologie
Uettingen liegt am Rande der Fränkischen Platte. Die Bergkuppen in seiner Umgebung bestehen aus Muschelkalk. Darunter beginnt der Buntsandstein. Dazwischen liegt eine mergelig-tonige wasserundurchlässige Zwischenschicht, die an den Hanglagen oft ergiebige Quellhorizonte ergibt.

### Nachbargemeinden
- Holzkirchen
- Remlingen
- Greußenheim
- Waldbüttelbrunn (Ortsteil Roßbrunn)
- Helmstadt

## Name

### Etymologie
Dem ursprünglichen Namen Ûotinga liegt der Personenname Uoto zugrunde, der durch das Zugehörigkeitssuffix -ing abgeleitet wurde. Diese Schreibweise belegt eindeutig den alamannischen Ursprung des Ortsnamens.

### Frühere Schreibweisen
Frühere Schreibweisen des Ortes aus diversen historischen Karten und Urkunden:
- 772 Ûotinga (Schreibweisen um diese Zeit auch Votingen bzw. Otingen)
- 1319 Vetingen
- 1333 Vtingen
- 1359 Uetingen
- 1437 Uettingen
- 1933 Üttingen[5]

## Geschichte

### Vorgeschichte
Neben Gefäßscherben aus der bandkeramischen Zeit wurde in Uettingen auch ein Beil aus der Bronzezeit gefunden. Um 300–400 dürfte man den Beginn der Siedlung ansetzen. Das Gebiet um Uettingen wurde ab 213 dem Reich der Alamannen bzw. Suebi zugehörig angesehen, welches man zwischen 481 und 506 dem gallischen Einflussbereich zurechnete. Schließlich war es von 511 an Bestandteil des Reiches von Metz, welches ab 584 als Austrasien bezeichnet und bis 751 als Ostteil des Frankenreichs eigenständig verwaltet wurde.

### Erste offizielle Erwähnungen
Am 20. Januar 772 wurde Uettingen erstmals urkundlich erwähnt, als ein gewisser Alwalah seine Besitztümer, in Gegenwart König Karls des Großen, aus insgesamt 25 Ortschaften dem Kloster Fulda schenkte. Uettingen selbst jedoch befand sich im Besitz des Klosters Holzkirchen und fiel um 1165 an Wertheim. Zu dieser Zeit wurde das Gebiet, in dem sich der Ort befindet, als Waldsassengau bezeichnet.

### DieÜtinger Artickeldes Bauern Kleinhans
In der Folge des aufkommenden Protestantismus und dem beginnenden Humanismus entstanden im Februar 1525 die 12 Artikel der Bauernschaft in Schwaben. In diesem deutschen Bauernkrieg trat auch ein angesehener und reicher Bauer namens Kleinhans (vermutlich „Kleins Hans“ als Kurzform von „Johann Klein“) aus Uettingen in den Vordergrund. Es gelang ihm, die Empörung der bäuerlichen Bevölkerung zu artikulieren und verfasste die sogenannten Ütinger Artickel. Darin erinnerte nur wenig an die 12 Artikel der Bauernschaft, da es im Wesentlichen ein lokales Konzept war. Auch kannte er keine Skrupel bei dem Versuch, seine Artikel durchzusetzen.
Die Artikel waren eine Rüge an die Forderung des Grafen von Wertheim, den Mönchen von Holzkirchen alles, was die Uettinger ihnen schuldig waren, in drei Tagen zu bezahlen. Andernfalls würde man den Besitz der Bürger verkaufen und damit ihre Schulden decken. Dies war wegen eines schlechten Erntejahres besonders hart. Ferner hatte der Graf die Freizügigkeit verboten, den Gemeinden Bürgerrechte entzogen, die Weideplätze verkauft und einen Reisigen zum Schultheißen gemacht.
Auf seine Artikel baute Kleinhans seine agitatorischen Umtriebe in der Umgebung auf, wobei er an Lügen und Drohungen nicht sparte. In Uettingen erreichte er leicht, dass man ihm die Leitung der Gemeinde übertrug. Nachdem der vom Grafen von Wertheim eingesetzte Schultheiß treu zu seinem Herrn stand, erklärte man ihn für abgesetzt und Kleinhans ließ sich zum Schultheiß machen.
Die erste Aktion galt dem Kloster Holzkirchen, besonders dessen Weinkeller. Beim Ausmarsch rief er „sy haben follen kasten“. Die Uettinger gingen mit dem Besitz nicht schonend um, sogar die letzten Weinfässer fanden Abnehmer. Eines Nachts setzte eine Uettinger Abordnung mit Kleinhans die Helmstadter unter Druck. Jetzt und gleich müsste man in die Bruderschaft gegen die Mönche und Pfaffen eintreten. Es folgten die Billingshäuser, Ober- und Unteraltertheim, die Lautenbacher, die Bettinger, die Dertinger, die Kembacher, die Höhefelder usw. Denen, die sich widersetzten, drohte er unmissverständlich: „ziecht ir, so sind ir nit, so wöllen wir euch niemen, was ir habt und wöllen euch des lands verjagen!“
Die Remlinger samt Schultheiß aber widerstanden, soweit bekannt, als einzige. Also sollte der Tauberbischofsheimer Haufe per Brief die Remlinger bekehren. Sie, die sich auch „christliche versamlung der neun stet“ nannten, hätten sich verpflichtet, „alles das das heilig evangelium uffricht, helfen uffrichten und alles das das heilig evangelium niederdruckt, helfen umstoßen“. Die Absage der Remlinger war bestimmt: Sie hätten mit Freuden gehört, gaben sie den Hauptleuten zur Antwort, wie der Haufe das heilige Evangelium aufrichten wollte, da sie selbst schon seit langer Zeit von der Gnade des allmächtigen Gottes die Wahrheit unseres Herrn Jesus Christus von Herzen begehrten; allein sie wüssten auch, dass das friedreiche Wort Gottes mit der Hand zu verfechten sich nicht gebühre. Dazu hätte Herrn Georg Graf zu Wertheim, seinerzeit ihr Herr, so viel Gnade gehabt und sie mit Fleiß gefördert und mit einem gelehrten Prediger versehen. Sie würden deshalb für diese brüderliche Aufforderung danken.
Dieses Verhalten muss auch bei der Deutung der Worte von Graf Georg berücksichtigt werden, als er sagte: „Hätte er in allen seinen Flecken evangelische Prediger gehabt, so würde er wohl dieses Aufruhrs überhoben gewesen sein“.

### Wolfskeels
Ab 1625 gehörte Uettingen schließlich zu den Freiherrn Wolfskeel v. Reichenberg.

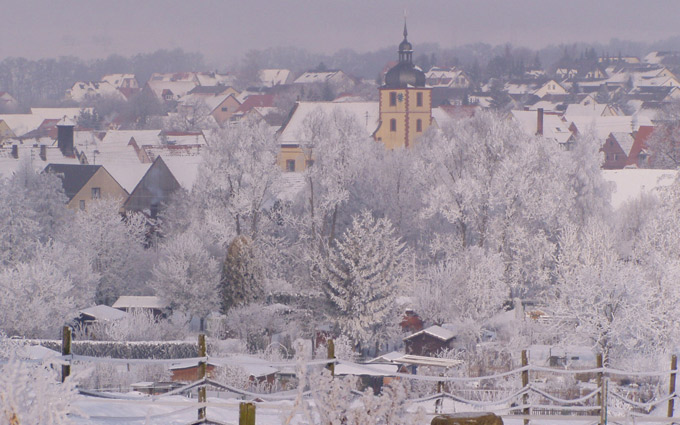
Uettingen im Januar 2005

### Die neuere Geschichte
Das Rittergut der Freiherren Wolfskeel v. Reichenberg gehörte zum Fränkischen Ritterkreis, wurde 1806 durch das Großherzogtum Würzburg mediatisiert und fiel mit diesem 1814 an Bayern. Im Zuge der Verwaltungsreformen in Bayern entstand mit dem Gemeindeedikt von 1818 die heutige Gemeinde.
1866 wurden im Mainfeldzug während der Gefechte bei Uettingen die letzten Kämpfe des Deutschen Krieges ausgetragen.

### Religion
Uettingen ist seit der Reformation eine evangelische Gemeinde, die aber mittlerweile zur Hälfte aus Katholiken besteht und seit den 1960er Jahren eine katholische Kirche hat.

### Einwohnerentwicklung
| Jahr | Einwohner |
| ---- | --------- |
| 1840 | 0621      |
| 1871 | 0734      |
| 1900 | 0715      |
| 1925 | 0719      |
| 1939 | 0694      |
| 1950 | 1058      |
| 1961 | 0955      |
| 1970 | 1145      |
| 1987 | 1401      |
| 1991 | 1574      |
| 1995 | 1715      |
| 2000 | 1849      |
| 2005 | 1920      |
| 2010 | 1892      |
| 2015 | 1920      |
| 2020 | 1857      |

Im Zeitraum 1988 bis 2018 stieg die Einwohnerzahl von 1443 auf 1894 um 451 Einwohner bzw. um 31,3 %. 2004 hatte die Gemeinde 1922 Einwohner.
Quelle: BayLfStat

## Politik

### Bürgermeister
Bei der Kommunalwahl vom 15. März 2020 wurde Edgar Schüttler (CSU/UWG-FW) mit 76,80 % der Stimmen gewählt. Sein Vorgänger war von Mai 2014 bis April 2020 Heribert Endres (CSU).

### Gemeinderat
Die zwölf Sitze im Gemeinderat fielen auf den einzigen Wahlvorschlag, gemeinsam eingereicht von CSU mit Unabhängige und freie Wählergemeinschaft Uettingen.

### Allianz Waldsassengau
Seit dem 20. November 2014 ist Uettingen mit zwölf weiteren Gemeinden in der Allianz Waldsassengau organisiert. Der Verein dient der interkommunalen Zusammenarbeit.

### Wappen
| | Blasonierung: „Geteilt von Gold und Blau; oben ein wachsender schwarzer Mohr, eine natürliche Rose mit drei roten Blüten in der Rechten, unten nebeneinander zwei silberne heraldische Rosen.“ |
| Wappenbegründung: Das Wappen erinnert an zwei für den Ort bedeutende Adelsgeschlechter. Die Rosen sowie die Farben Blau und Gold sind dem Wappen der Grafen von Wertheim entnommen. Der Mohr mit der Rose ist dem Wappen der Grafen Wolffskeel entnommen. | |

### Partnergemeinden
Die Partnergemeinden sind Échillais und Coschütz. Die Partnerschaft zu diesen Gemeinden wurde durch den TSV Uettingen (Èchillais)
und der Freiwilligen Feuerwehr Uettingen (Coschütz) initiiert und wird weiterhin gepflegt.

## Persönlichkeiten
- Jörg Geuder (1861–1935), Gartenschriftsteller, Dichter und Sprachpfleger, war 1880–1884 Lehrer in Uettingen.
- Eberhard Graf Wolffskeel von Reichenberg (1875–1954), deutscher Major und Stabschef des stellvertretenden Kommandeurs der IV Osmanischen Armee.
- Luitpold Graf Wolffskeel von Reichenberg (1879–1964), Offizier, Erster Kommandeur der Bayerischen Fliegertruppe, Fliegerpionier

## Kultur und Sehenswürdigkeiten

### Sprache
In Uettingen wird neben Hochdeutsch auch Unterostfränkisch gesprochen.

### Bauwerke
- St.-Bartholomäus-Kirche

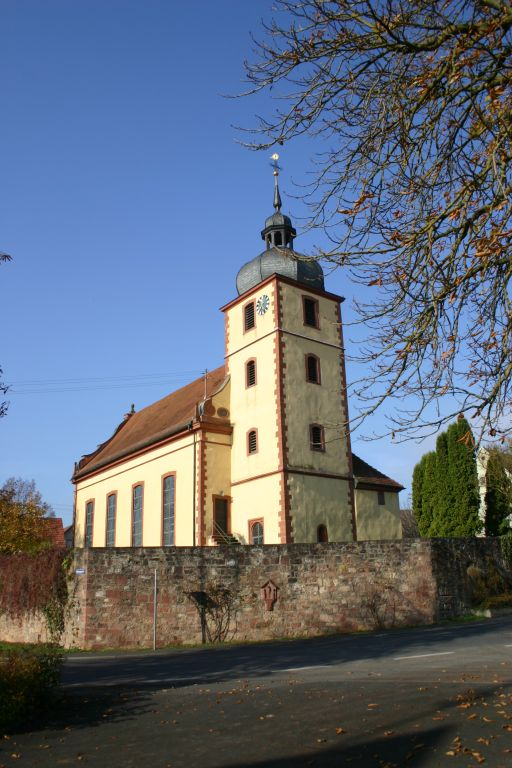
Die evangelische Bartholomäus-Kirche

- Das 1818 von den Grafen Wolffskeel von Reichenberg erbaute Schloss Uettingen befindet sich im Süden des Ortes. Die Bartholomäus-Kirche von Uettingen befindet sich im Ortskern.

### Regelmäßige Veranstaltungen
- Waldfest (zweites Wochenende im Juli)
- Kirchweih (erstes Wochenende im September)
- Hammeltanz (Kirchweihmontag)

## Wirtschaft und Infrastruktur

### Wirtschaft einschließlich Land- und Forstwirtschaft
2022 gab es 388 sozialversicherungspflichtig Beschäftigte am Arbeitsort, 853 sozialversicherungspflichtig Beschäftigte am Wohnort und 17 Arbeitslose. Im verarbeitenden Gewerbe gab es einen Betrieb, im Bauhauptgewerbe drei Betriebe. Zudem bestanden im Jahr 2020 acht landwirtschaftliche Betriebe mit einer landwirtschaftlich genutzten Fläche von 487 ha.

### Bildung
Es gibt folgende Einrichtungen (Stand: 2023):
- Kindergärten: Zwei Kindergärten mit 107 Kindergartenplätzen mit 84 Kindern

### Lokale Bräuche
- Bohlenhochzeit (In der Regel zu den Jubiläen des Verschönerungsvereins alle 25 Jahre (letztmals 2010), Ausnahmsweise zur 1250-Jahr-Feier 2002)
- Hammeltanz
- Sonnwendfeuer
- Maibaum aufstellen
- Dabbefangen
- Spürle streuen
- Hochzeitslader

## Sonstiges
- Es wird vermutet, dass der Beiname Uettingens Kleinparis auf einen Ausspruch des Pfarrers Johann Wolfgang Schmidt zurückzuführen ist. Dieser hatte von 1835 bis 1864 das Amt des Pfarrers inne und beklagte den „französierenden Charakter“ der Uettinger Bevölkerung. Was übrigens nicht verwunderlich ist, da eine Generation zuvor die napoleonische Armee während ihres Russlandfeldzugs auf der Poststraße direkt bei Uettingen, vorbeigekommen war und dort auch einige Monate (Nachschubbeschaffung und -sicherung) verbracht hat.
- In früheren Zeiten kamen die jungen Menschen hier in den Wintermonaten zur Rähstube zusammen.
- Den Ortsnecknamen Schneesenger haben die Uettinger auf Grund der Legende, die Uettinger würden heimlich ihren Schnee verbrennen bzw. versengen. Tatsächlich schmilzt der Schnee dort wegen der südlichen Hanglage Uettingens früher als in den Nachbargemeinden. Die Schneesënger haben diesen Ortsnecknamen in ganz Franken bekannt gemacht.
- Der Uettinger Norbert Riemer steht mit der Herstellung der kleinsten rauchbaren Tabakpfeife im Guinness-Buch der Rekorde.
- Nach dem Aalbachtal ist die in den 1980er Jahren gegründete Uettinger Musikgruppe Aalbachtal-Express[12] benannt.